# Castianeira luctuosa
Castianeira luctuosa är en spindelart som beskrevs av Octavius Pickard-Cambridge 1898.
Castianeira luctuosa ingår i släktet Castianeira och familjen flinkspindlar. Inga underarter finns listade i Catalogue of Life.